# Таунсенд (Монтана)
Таунсенд (англ. Townsend) — місто (англ. city) в США, в окрузі Бродвотер штату Монтана. Населення — 1787 осіб (2020).

## Географія
Таунсенд розташований за координатами 46°19′8″ пн. ш. 111°31′11″ зх. д. / 46.31889° пн. ш. 111.51972° зх. д. (46.318798, -111.519736).  За даними Бюро перепису населення США в 2010 році місто мало площу 4,11 км², з яких 4,08 км² — суходіл та 0,03 км² — водойми.

### Клімат
| Клімат : Таунсенд                  | Клімат : Таунсенд | Клімат : Таунсенд | Клімат : Таунсенд | Клімат : Таунсенд | Клімат : Таунсенд | Клімат : Таунсенд | Клімат : Таунсенд | Клімат : Таунсенд | Клімат : Таунсенд | Клімат : Таунсенд | Клімат : Таунсенд | Клімат : Таунсенд | Клімат : Таунсенд |
| Показник                           | Січ.              | Лют.              | Бер.              | Квіт.             | Трав.             | Черв.             | Лип.              | Серп.             | Вер.              | Жовт.             | Лист.             | Груд.             | Рік               |
| Абсолютний максимум, °C            | 17,8              | 22,2              | 25,0              | 31,1              | 34,4              | 37,8              | 38,3              | 40,6              | 37,2              | 31,7              | 22,8              | 19,4              | 40,6              |
| Середній максимум, °C              | 1,4               | 5,1               | 10,2              | 15,5              | 20,1              | 24,3              | 28,1              | 28,0              | 22,4              | 16,1              | 7,1               | 2,0               | 15,1              |
| Середня температура, °C            | −4,7              | −1,7              | 2,9               | 7,6               | 12,1              | 16,2              | 19,3              | 18,7              | 13,5              | 8,0               | 0,8               | −4,1              | 7,4               |
| Середній мінімум, °C               | −10,8             | −8,4              | −4,3              | −0,4              | 4,1               | 8,1               | 10,4              | 9,4               | 4,6               | −0,2              | −5,4              | −10,2             | −0,2              |
| Абсолютний мінімум, °C             | −39,4             | −38,9             | −32,2             | −14,4             | −10,6             | −7,2              | 1,1               | −3,9              | −11,1             | −23,9             | −33,9             | −38,3             | −39,4             |
| Норма опадів, мм                   | 9                 | 6                 | 14                | 18                | 44                | 52                | 35                | 35                | 26                | 15                | 10                | 9                 | 273               |
| ---------------------------------- | ----------------- | ----------------- | ----------------- | ----------------- | ----------------- | ----------------- | ----------------- | ----------------- | ----------------- | ----------------- | ----------------- | ----------------- | ----------------- |
| Джерело: NOAA (normals, 1971–2000) |                   |                   |                   |                   |                   |                   |                   |                   |                   |                   |                   |                   |                   |

## Демографія
Згідно з переписом 2010 року, у місті мешкало 1878 осіб у 822 домогосподарствах у складі 495 родин. Густота населення становила 457 осіб/км².  Було 888 помешкань (216/км²).
Расовий склад населення:
| - 95,5 % — білих - 1,5 % — корінних американців - 0,3 % — азіатів - 0,2 % — чорних або афроамериканців |

До двох чи більше рас належало 1,8 %. Частка іспаномовних становила 2,8 % від усіх жителів.
За віковим діапазоном населення розподілялося таким чином: 22,0 % — особи молодші 18 років, 55,2 % — особи у віці 18—64 років, 22,8 % — особи у віці 65 років та старші. Медіана віку мешканця становила 45,7 року. На 100 осіб жіночої статі у місті припадало 104,6 чоловіків;  на 100 жінок у віці від 18 років та старших — 103,3 чоловіків також старших 18 років.
Середній дохід на одне домашнє господарство  становив 54 795 доларів США (медіана — 43 846), а середній дохід на одну сім'ю — 60 460 доларів (медіана — 52 500). Медіана доходів становила 42 841 долар для чоловіків та 28 182 долари для жінок. За межею бідності перебувало 11,4 % осіб, у тому числі 11,2 % дітей у віці до 18 років та 8,6 % осіб у віці 65 років та старших.
Цивільне працевлаштоване населення становило 849 осіб. Основні галузі зайнятості: роздрібна торгівля — 16,8 %, освіта, охорона здоров'я та соціальна допомога — 15,0 %, будівництво — 11,9 %, публічна адміністрація — 11,0 %.